# معركة سجنان

## معركة سجنان الأولى (فيفري-مارس1943)
أصبحت مدينة سجنان ذات أهمية إستراتيجية أثناء غزو قوات التحالف لشمال أفريقيا في الحرب العالمية الثانية. إثر إنزال القوات الأمريكية والبريطانية على شواطئ شمال أفريقيا أثناء عملية الشعلة، أسرعت قوات التحالف نحو مدينة تونس، لكنها أُوقفت عند التلال الشرقية قرب مدينة سجنان من قبل جنود المظلات الألمان في نوفمبر 1942. وقع جنود من الكتيبة الثامنة (Argyll and Sutherland Highlanders) البريطانية في كمين أثناء تقدمهم على الطريق خلال التلال في 29 نوفمبر 1942، فتحطمت آليات الكتيبة، وأصبح ذلك رمزًا قاتما لحالة الجمود لدى قوات التحالف على مدى عدة أشهر أثناء حملة تونس. كانت هذه التلال المهيمنة، وهي ثلاث تلال عرفت لدى الحلفاء بأسماء التلة الخضراء (بالإنجليزية: Green Hill) والتلة الصلعاء (بالإنجليزية: Bald Hill) ورغيف السكر (بالإنجليزية: Sugar Loaf)، عائقا أمام مزيد من التقدم في الشمال في فيفري 1943. كتب مراسل الحرب الأمريكي ألان مورهاد في كتابه الثلاثية الأفريقية (بالإنجليزية: African Trilogy) عام 1944 :
في 26 فيفري 1943، كسر الألمان حالة الجمود بعمليتهم رأس الثور الهجومية (بالإنجليزية: Ox Head offensive). كانت ضربة تكميلية لهجومهم في معركة القصرين الذي حدث في وقت سابق من ذلك الشهر، وكانت تلك محاولة لحصار القوات البريطانية في سجنان وفي التلة الخضراء بواسطة هجوم على الشريط الساحلي التلالي الشمالي الواقع بين المدينة ورأس سيرات الذي كان يتمركز فيه عدد قليل من القوات الفرنسية التابعة لفيلق إفريقيا الفرنسي (بالفرنسية: Corps Franc d'Afrique) ذات العتاد الضئيل.
واجه التقدم الألماني، الذي قادته كتيبة المهندسين المظليين التابعة للعقيد رودولف فيتسيك، سلسلة من الهجمات المضادة من قبل الكتيبة السادسة عشرة من فوج دورهام للمشاة الخفيفة (بالإنجليزية: Durham Light Infantry) وفرقتين من قوات المغاوير رقم 1 (بالإنجليزية: No. 1 Commando) في 27 فيفري 1943، بدعم من الفوجين الخامس المتوسط والسبعين الميداني من المدفعية الملكية. قام فوج دورهام للمشاة الخفيفة بشن هجمة مضادة أخرى خائبة في فجر يوم 2 مارس 1943، مما أدى إلى وقوع عدة إصابات شديدة في صفوفه. حقق الألمان، بعد ظهر ذلك اليوم، تقدمًا ناجحًا من الشرق نحو سجنان واخترقوا صفوف الكتيبة الخامسة لغابيي شيروود (بالإنجليزية: 5th Battalion Sherwood Foresters).
شاركت الكتيبة السادسة لفوج لينكولنشير الملكي (بالإنجليزية: Royal Lincolnshire Regiment) وعدة دبابات تشرشل التابعة لوحدة الحصان الأيرلندية الشمالية (بالإنجليزية: North Irish Horse)، بالإضافة إلى عناصر من قوات المغاوير رقم 1 ومن الكتيبة السادسة عشرة من فوج دورهام للمشاة الخفيفة، في الدفاع عن المدينة التي سقطت أخيرا في أيدي الألمان في 4 مارس 1943.

## معركة سجنان الثانية
استعاد الحلفاء المدينة في 1 أفريل 1943، إذ استطاعت هجمات الحلفاء المضادة في مارس 1943 وقفَ التقدم الألماني ثم استردادَ مدينة سجنان، وقد مثّل ذلك المرة الأولى التي التقت فيه قوات المظليين البريطانية والألمانية.

### مواضيع ذات علاقة
- حملة تونس.
- سجنان.

### وصلات خارجية
- (بالإنجليزية) معركة سجنان نسخة محفوظة 27 مارس 2007 على موقع واي باك مشين..